# Arelion
Arelion, anteriormente llamada Telia Carrier o TeliaSonera International Carrier (TSIC), es un proveedor de telecomunicaciones establecido en Estocolmo, Suecia. Es una red tier 1, establecida en el número de sistema autónomo AS1299.
Telia Company el 6 de octubre de 2020, acordó la venta de la unidad de conectividad internacional Telia Carrier al sistema de pensiones de Suecia por 936 millones de euros. El 19 de enero de 2022 cambia su nombre a Arelion.